# Nationalpark Niedere Tatra
Der Nationalpark Niedere Tatra (slowakisch Národný park Nízke Tatry, Abk. NAPANT) ist ein slowakischer Nationalpark in der Mitte des Landes. Er bedeckt den Hauptkamm und das Vorgebirge der Niederen Tatra sowie einen Teil der Kozie chrbty im Nordosten und Starohorské vrchy im Südwesten und erstreckt sich über 100 km Länge zwischen den Tälern von Hron im Süden und Waag im Norden.
Der Sitz der Verwaltung befindet sich in Banská Bystrica.

## Geschichte
Der Nationalpark wurde per Verordnung der Regierung der SSR 114/78 Zb. am 14. Juni 1978 gegründet. Die Fläche umfasste 810,95 km² Kernzone und 1239,90 km² Schutzzone, insgesamt 2050,85 km² und war weitaus der größte Nationalpark sowohl der Slowakei als auch der Tschechoslowakei. 1997 wurden die Grenzen geändert und der Park auf 728,42 km² Kernzone plus 1101,62 km² Schutzzone, insgesamt 1830,04 km² verkleinert, bleibt aber, falls die Schutzzone mitgezählt wird, immerhin der größte Nationalpark der Slowakei (die Kernzone des Tatra-Nationalparks umfasst 738 km²). Er macht also 3,73 % der Gesamtfläche der Slowakei aus.

## Geographie

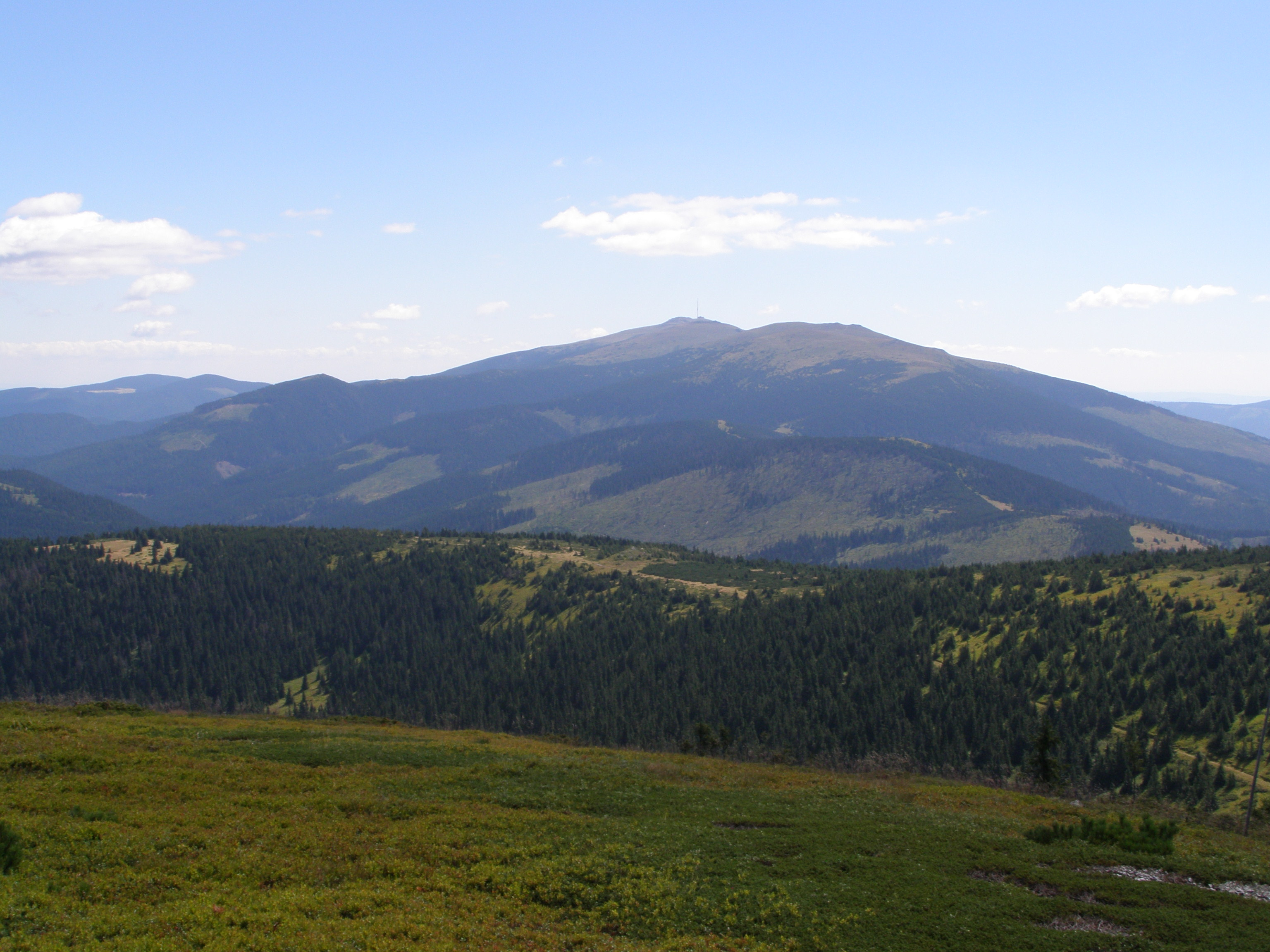
Landschaft um den Berg Kráľova hoľa

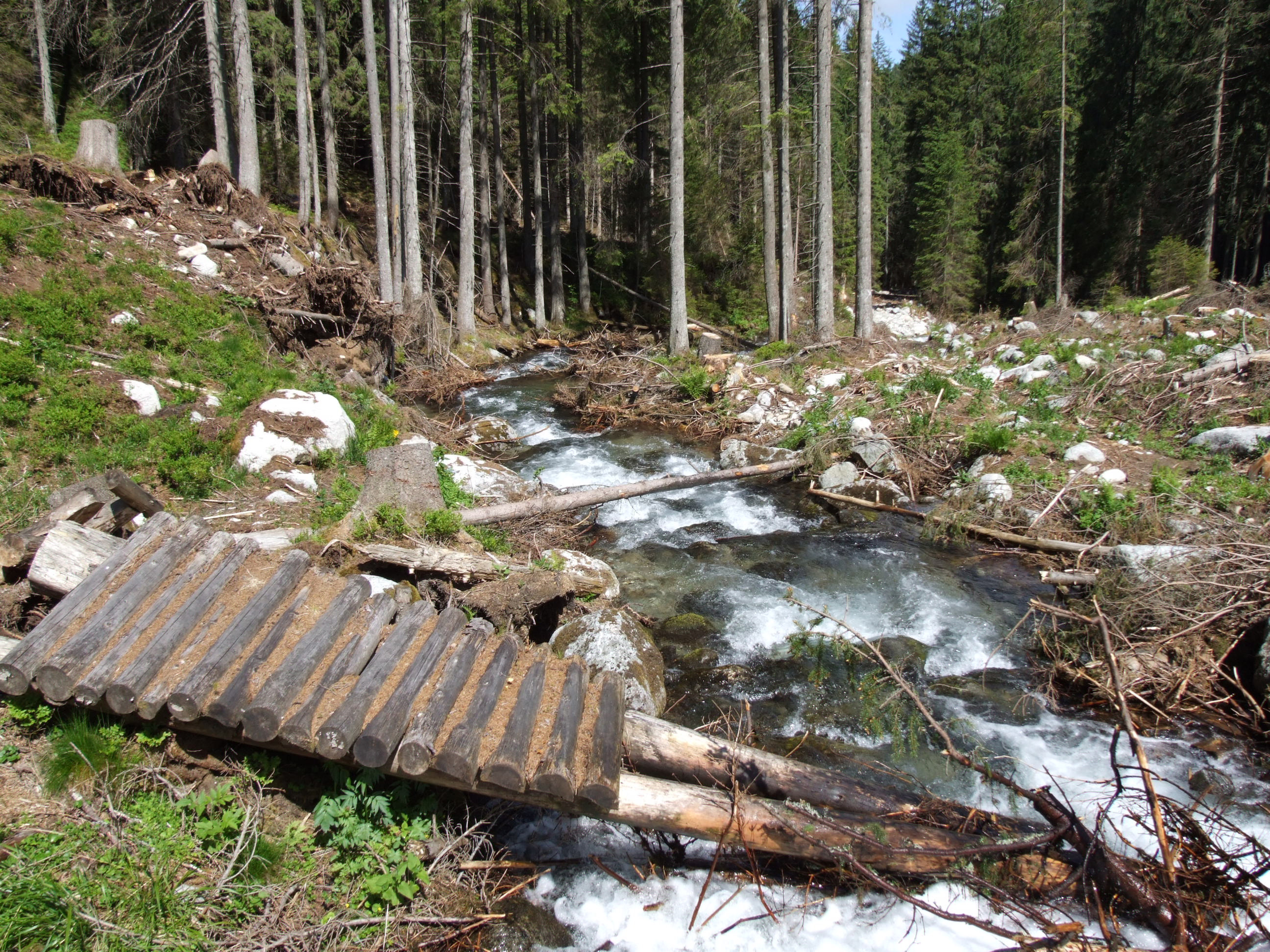
Der Fluss Demänovka

Der Nationalpark Niedere Tatra bedeckt vollständig sowohl den Hauptkamm als auch Vorgebirge der Niederen Tatra. Die Kernzone ist zweigeteilt: Ein Teil umfasst die Ďumbierske Tatry (benannt nach dem Berg Ďumbier) zwischen den Pässen Donovaly und Čertovica und der andere die Kráľovohorské Tatry (benannt nach dem Berg Kráľova hoľa) zwischen den Pässen Čertovica und Vernár. Die Schutzzone umfasst den Bereich um den Pass Čertovica, weiter die Kozie chrbty nördlich der Gemeinde Liptovská Teplička, die Landschaft Horehronské podolie (oder Horehronie) nördlich des Flusses Hron von Telgárt bis Slovenská Ľupča, einen Teil des Gebirges Starohorské vrchy (Špania Dolina, Staré Hory) und einen Teil des Podtatranská kotlina (Unter-Tatra-Kessels) ungefähr südlich der Waag und des Liptauer Stausees. Die Städte Banská Bystrica, Brezno, Liptovský Hrádok, Liptovský Mikuláš und Ružomberok liegen knapp außerhalb der Schutzzone. Verwaltungstechnisch liegt die Südseite im politischen Bezirk Banskobystrický kraj (Okresy Banská Bystrica und Brezno), die Nordseite mehrheitlich im Žilinský kraj (Okresy Ružomberok und Liptovský Mikuláš) mit kleineren Teilen im Prešovský kraj (Okres Poprad).
Vom Hauptkamm nach Norden ziehen lange Seitenkämme, während das Gebirge nach Süden deutlich steiler abfällt. Nur im Bereich um den Berg Ďumbier sind die Nord- und Südausläufer fast gleich lang. Das wohl bekannteste Tal ist die Demänovská dolina (Demänová-Tal), wo sich die Gemeinde Demänovská Dolina befindet, die auch das bekannte Skigebiet Jasná umfasst.
Der Berg Kráľova hoľa ist bekannt als das „Dach“ im slowakischen Flusssystem, weil vier Flüsse am Fuß des Bergs oder in unmittelbarer Nähe entspringen: die Waag (über den Quellfluss Čierny Váh), der Hornád, der Hnilec und der Hron. Andere bedeutende Fließgewässer sind die Boca, die Demänovka und die Revúca am Nordhang sowie die Bystrianka am Südhang. Im Gegensatz zur Tatra befinden sich hier nur sehr wenige Gebirgsseen (slow. plesá), ein Beispiel ist das Vrbické pleso bei Jasná.
Die Karstlandschaft der Niederen Tatra ermöglichte die Bildung hunderter großer oder kleiner Höhlen; allein im Demänová-Tal sind bis heute mehr als 170 Höhlen entdeckt. Dort befinden sich die Demänovská ľadová jaskyňa (Demänováer Eishöhle) und die Demänovská jaskyňa Slobody (Demänováer Freiheitshöhle). Beide sind Teil eines größeren, etwa 35 km langen Höhlensystems um den Fluss Demänovka. Aber auch auf der Südseite entwickelten sich einige Höhlen; ein Beispiel ist die der Öffentlichkeit zugängliche Bystrianska jaskyňa (Bystráer Höhle) bei Bystrá, in der Schutzzone des Nationalparks.

## Flora und Fauna

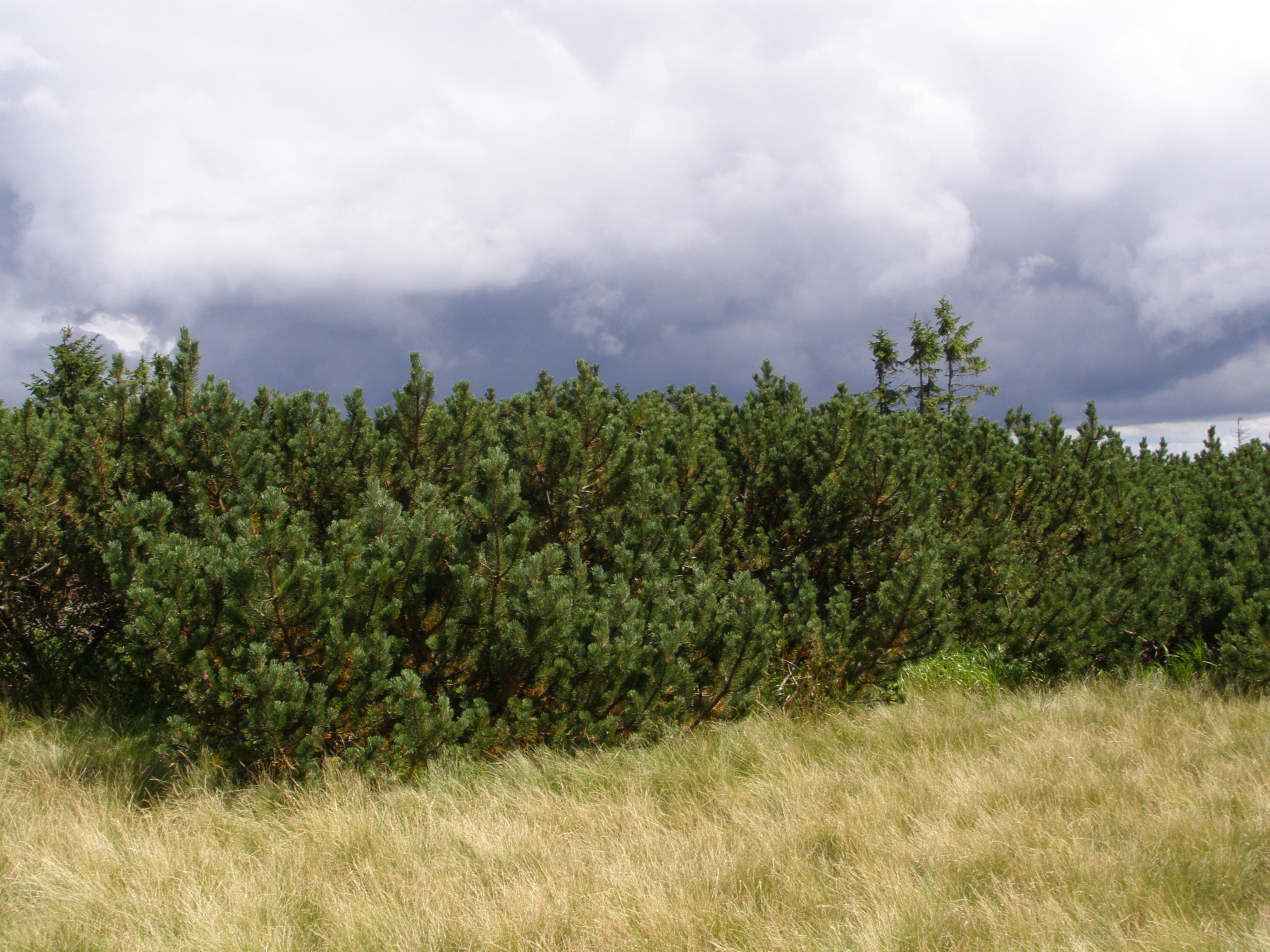
Ein kleiner Bergkieferwald

Das Gebiet des Nationalparks lässt sich grob in drei Vegetationszonen aufteilen: Wald, Wiesen und Abhang. Etwa 90 % des Nationalparks sind vom Wald bedeckt, der in zwei Stufen geteilt wird: In den tieferen Lagen wachsen Buchen, Tannen, in der Umgebung von Brezno auch Eichen. Von 1150 m n.m (Nordhang)/1300 m n.m. (Südhang) bis zur Waldgrenze bei 1500 m n.m. kommen große Fichtenwälder vor. Die ursprünglich weitreichende Krummholz-Stufe bedeckt heute nur einen winzigen Teil (0,3 %) des Nationalparks. Im Gegensatz dazu sind in den oberen Höhenstufen bis zu 2000 m n.m. alpine Wiesen verbreitet, die lokal hole, Sing. hoľa genannt werden. Besonders um die Berge Salatín (1630 m n.m), Krakova hoľa (1751 m n.m.) und Ohnište (1533 m n.m.) wächst eine reiche Flora. Zu diesen gehören im Speziellen folgende: Slawische Kuhschelle (Pulsatilla slavica), Alpen-Hahnenfuß (Ranunculus alpestris), Edelweiß (Leontopodium alpinum), Clusius-Gämswurz (Doronicum clusii) und Eiszeit-Relikt Weiße Silberwurz (Dryas octopetala). Ein spezieller Fall sind die Abhänge in den nördlichen Tälern, insbesondere um Demänovka und Salatína. Neben den Fichten wachsen hier noch auch Reste des ursprünglichen Kiefernwaldes und Ahorne.
Große Wälder bilden einen geeigneten Lebensraum für verschiedene Säugetiere. Typische Vertreter sind Hirsche, Rehe, Wildschweine, Luchse, Wölfe, Füchse und andere. Als Symbol des Nationalparks gilt jedoch der Braunbär. Oberhalb der Waldgrenze ist es möglich, seltenere Tierarten anzutreffen, wobei die Tierwelt in den höheren Lagen jener in der Tatra ähnelt – Beispiele sind Steinadler und Alpenmurmeltiere. Eine neuere Tierart ist die Tatra-Gämse, die erst in den frühen 1970er Jahren aus der Hohen Tatra künstlich eingeführt worden ist. Heute leben etwa 100 Gämsen in der Niederen Tatra.

## Besonderer Naturschutz
- Prírodné rezervácie (PR, Naturreservate)

Baranovo (15,83 ha, seit 1993)
Barania hlava (13,41 ha, 2006)
Breznianska skalka (11,85 ha, 1981)
Horné lazy (34,29 ha, 1981)
Jelšie (26,10 ha, 1973)
Kozí chrbát (37,43 ha, 1993)
Mackov bok (3,75 ha, 1976)
Mačková (42,23 ha, 1993)
Martalúzka (154,82 ha, 1999)
Meandre Hrona (103,82 ha, 1980)
Sliačske travertíny (7,02 ha, 1983)
Štrosy (94,79 ha, 1999)
Vrchovisko pri Pohorel. Maši (26,62 ha, 1979)
- Národné prírodné rezervácie (NPR, Nationale Naturreservate)

Demänovská dolina (836,88 ha, seit 1973)
Ďumbier (2.043,76 ha, 1973)
Hnilecká jelšina (14,51 ha, 1988)
Jánska dolina (1.694,52 ha, 1933)
Ohnište (852,26 ha, 1973)
Pod Latiborskou hoľou (161,23 ha, 1964)
Príboj (10,96 ha, 1895)
Salatín (1.192,99 ha, 1982)
Skalka (2.659,81 ha, 1997)
Turková (30,95 ha, 1965)
- Prírodná pamiatka (PP, Naturdenkmale)

Ľupčiansky skalný hríb (2,13 ha, seit 1979)
Mašiansky balvan (1,28 ha, 1965)
Meandre Lúžňanky (2,00 ha, 1988)
Moštenické travertíny (1,71 ha, 1981)
- Národná prírodná pamiatka (NPP, Nationale Naturdenkmale)

Brankovský vodopád (27,71 ha, seit 1980)
Bystrianska jaskyňa (93,71 ha, 1972)
Demänovské jaskyne (680,17 ha, 1972)
Stanišovská jaskyňa (219,23 ha, 1972)
Vrbické pleso (24,71 ha, 1975)
- Chránený areál (CHA, Geschütztes Areal)

Bodický rybník (18,57 ha, seit 1952)
Revúca (3,91 ha, 2002)
Jakub (12,70 ha, 1999)
Brvnište (74,77 ha, 2007)